# Jānis Sprukts
Jānis Sprukts (Riga, 31 gennaio 1982) è un hockeista su ghiaccio lettone.

## Carriera
Nel corso della sua carriera ha indossato, tra le altre, le maglie di HK Riga 2000 (2004/05), Rochester Americans (2006/07, 2008/09), Florida Panthers (2006/07, 2008/09), Dinamo Riga (2009-2012), HC CSKA Mosca (2012/13) e Lokomotiv Jaroslavl' (2013-2015).